# Pipistrellus wattsi
Pipistrellus wattsi é uma espécie de morcego da família Vespertilionidae. Endêmica da Papua-Nova Guiné.